# Siegfried Unterberger
Siegfried Unterberger (* 2. September 1893 in Salzburg; † 18. April 1979) war ein österreichischer Arzt für Hals-Nasen-Ohrenheilkunde.

## Leben
Unterberger begann 1913 ein Medizinstudium an der Universität Graz und gehörte seitdem der Grazer akademischen Burschenschaft Arminia an. Er unterbrach sein Studium aber für den Militärdienst im Ersten Weltkrieg. Nach Rückkehr aus der russischen Kriegsgefangenschaft setzte er 1918 sein Studium fort. 1921 schloss er das Studium ab und wurde promoviert. Nach allgemeinärztlicher Tätigkeit begann er eine Weiterbildung in Hals-Nasen-Ohrenheilkunde bei Johannes Zange. 1931 habilitierte er sich und folgte Zange an die Universität Jena. Am 6. August 1937 beantragte er die Aufnahme in die NSDAP und wurde rückwirkend zum 1. Mai aufgenommen (Mitgliedsnummer 5.347.574). Im Jahr 1939 war Unterberger vorübergehend an der Universität Münster tätig, bevor er im selben Jahr als Nachfolger des im Rahmen des „Anschlusses“ Österreichs an das Deutsche Reich entlassenen Heinrich Neumann von Héthárs nach Wien berufen wurde, wo er als Vorstand die Wiener I. Universität-Hals-Nasen-Ohrenklinik leitete. 1945 wurde er verhaftet, sein Nachfolger in Wien wurde Emil Schlander. Unterberger war bis 1946 im Lazarett in Klagenfurt tätig, anschließend an der HNO-Abteilung des Landeskrankenhauses Klagenfurt, deren Leiter er 1948 wurde. 1961 trat er in den Ruhestand.
Siegfried Unterberger beschrieb den Unterberger-Tretversuch und den bitempolaren Bügelschnitt nach Unterberger, einen Zugangsweg bei frontobasalen Frakturen.

## Auszeichnungen
- 1958: Goldenes Ehrenzeichen für Verdienste um die Republik Österreich[10][11]